# Pycnarmon abraxalis
Pycnarmon abraxalis là một loài bướm đêm trong họ Crambidae.